# Batalla de L'Aiguillon
La batalla de l'Aiguillon va tenir lloc el 19 de maig, 1815 durant la guerra de Vendée de 1815.

## Preludi
El 9 de maig de 1815, la fragata britànica L'Astrée, comandada pel capità Kitoë, va arribar a la vista de la costa de Vendée, amb Louis de La Rochejaquelein a bord i una càrrega d'armes i municions destinada als insurrectes.
El 14 de maig 800 Vendeans sota les ordres de Robert, cap de la divisió dels pantans, atacaren les localitats costaneres per tal d'afavorir el desembarcament. El 14 de maig van capturar Saint-Jean-de-Monts, on van desarmar 50 gendarmes i agents de duanes. L'endemà, van prendre el control de Notre-Dame-de-Monts, mentre 300 insurgents es van alinear a les platges de Croix-de-Vie i Saint-Gilles-sur-Vie.
El 16 de maig, 200 duaners dirigits pel cap de batalló Bauchon, del 26è regiment de línia, van atacar els reialistes a Saint-Gilles-sur-Vie. Segons el relat del general Jean-Pierre Travot, van aconseguir apoderar-se de la ciutat i fer retrocedir els Vendéans a l'altra banda del riu, a la Croix-de-Vie. Havent estat endutes totes les barques pels revoltats, els agents de duanes s'embarcaren en una barcassa per tal de travessar el riu, però va topar amb un banc de sorra i es va trobar immobilitzat. Atrapats pel foc dels reialistes, els imperialistes no van tenir més remei que llançar-se al riu per tornar a Saint-Gilles-sur-Vie. Quedant-se sense municions, després es van retirar a les Sables-d'Olonne. Les seves pèrdues van ser cinc homes morts, ofegats o ferits. Pel costat reialista, dos oficials i cinc pagesos van resultar ferits.
El desembarcament té lloc del 14 al 16 de maig. No obstant això, mentre La Rochejaquelein, Fourcaud i Saint-André van anunciar entre 14.000 i 30.000 fusells, nou milions de cartutxos i un cos de 300 artillers, només 2.000 fusells, entre 800.000 i un milió de cartutxos i 30 a 40 barrils de pólvora, són aterrats. Els britànics no van portar peces d'artilleria. Per als Vendéans, la decepció va ser gran, sobretot perquè les desigualtats en la distribució van despertar ressentiments, ja que els insurgents del Marais s'havien servit primer. Tanmateix, La Rochejaquelein promet l'arribada imminent d'un altre comboi.
El 17 o 18 de maig La Rochejaquelein es va unir a Croix-de-Vie pel seu cosí, Pierre Constant de Suzannet, al capdavant del seu exèrcit. La munició i els barrils de pólvora es carreguen després en carros per ser portats al camp. Tanmateix, a La Roche-sur-Yon, el general Jean-Pierre Travot va ser informat del desembarcament i es va desplaçar cap a la costa per tal d'interceptar els Vendéens.

## Forces presents
Al costat imperial, el general de divisió Jean-Pierre Travot, ajudat pel general de brigada Étienne Estève, està al capdavant de 800 infants i 80 de cavalleria. Les seves tropes estan formades per companyies dels regiments d'infanteria 15è, 26è i 65è, gendarmes, artillers navals i una esquadra de caçadors de Vendée.
En el seu informe, Travot afirma haver-se enfrontat a tot l'exèrcit de La Rochejaquelein i Suzannet, que comptava entre 4.000 i 5.000 homes. Tanmateix, només es va trobar amb l'escorta del comboi, comandada per Pierre Nicollon des Abbayes, un oficial de Suzannet. Segons les memòries de l'oficial reialista Simon Canuel, les seves forces eren inferiors a les dels imperialistes.

## Procés
La batalla va començar el 19 de maig, al migdia, pels voltants de l'Aiguillon-sur-Vie.
Els Vendéans es despleguen en tres columnes a la carretera de Challans. Segons Travot, “vorejaven un altiplà força gran i d'accés molt difícil”. Travot s'enfronta aleshores als fusellers de la brigada del general Estève. Després de dues hores de lluita, els insurgents van ser posats en fuga.
Tanmateix, els Vendéans van aconseguir resistir el temps suficient per permetre la fugida del comboi. Només es van confiscar dos carros i uns quants barrils de pólvora. Després de la lluita, els imperialistes van arribar a Saint-Gilles-sur-Vie, mentre que Rochejaquelein i Suzannet es van unir als altres generals reialistes a Palluau.

## Pèrdues
En el seu informe{nota a.} datat el 20 de maig al matí i adreçat al general Delaborde, Travot indica que les seves pèrdues són 14 morts i uns 40 ferits. Porta les pèrdues reialistes a 200 morts, cosa que sembla exagerada per a l'historiador Aurélien Lignereux. També van ser fets presoners una vintena d'insurgents, després alliberats per ordre de Travot.
En les seves memòries, Simon Canuel afirma que els imperialistes van perdre “molta gent”, mentre que els reialistes només van tenir “uns quants homes morts i uns quants ferits, entre d'altres, entre aquests últims, MM. Demarans i de Puytesson, ambdós antics emigrants”.